# Óscar Ayala
Óscar Darío Ayala Ojeda (Mariano Roque Alonso, Departamento Central, Paraguay, 3 de abril de 1985) es un futbolista paraguayo. Juega de defensa central.

## Trayectoria
A mediados del 2013 llega a Liga de Loja para jugar la Copa Sudamericana 2013, llegando hasta los octavos de final, donde perdió contra River Plate. Jugó año y medio por Liga, además de lograr clasificar a la Copa Sudamericana 2015, tuvo grandes actuaciones.
Jugó todo el 2017 por el Deportivo Macará, logrando clasificar a la Copa Libertadores 2018.

## Clubes
| Club              | País     | Año       |
| ----------------- | -------- | --------- |
| General Díaz      | Paraguay | 2007      |
| Rubio Ñu          | Paraguay | 2008-2011 |
| UE Cornellà       | España   | 2010-2014 |
| Rubio Ñu          | Paraguay | 2012-2013 |
| Liga de Loja      | Ecuador  | 2013-2014 |
| Atlético San Luis | México   | 2015-2016 |
| General Díaz      | Paraguay | 2016      |
| Macará            | Ecuador  | 2017      |
| Deportivo Capiatá | Paraguay | 2018      |